# Alissa White-Gluz
Alissa White-Gluz (ur. 31 lipca 1985 w Quebecu) – kanadyjska wokalistka, autorka tekstów oraz działaczka humanitarna. Alissa White-Gluz znana jest przede wszystkim z wieloletnich występów w zespole The Agonist, którego była członkinią w latach 2004-2014. W 2014 roku dołączyła do szwedzkiego zespołu melodic deathmetalowego Arch Enemy, w którym zastąpiła Angelę Gossow.

## Życiorys
W 2006 roku White-Gluz wzięła udział w kanadyjskiej adaptacji talent show Idol, w którym zaśpiewała utwór "Bohemian Rhapsody" z repertuaru Queen. Od 2011 roku współpracowała z amerykańskim zespołem heavymetalowym Kamelot. Piosenkarka wystąpiła gościnnie na wydanym w 2012 roku albumie tegoż zespołu pt. Silverthorn. White-Gluz zaśpiewała w utworach "Sacrimony (Angel of Afterlife)" i "Prodigal Son". Okazjonalnie występuje także wraz z grupą podczas koncertów. W 2012 roku wraz z Elize Ryd dała jednorazowy koncert z fińskim zespołem Nightwish w zastępstwie Anette Olzon. Od 2014 roku spotyka się z amerykańskim muzykiem - Doyle Wolfgangiem Von Frankensteinem.
Aktywistka na rzecz praw zwierząt. Została wychowana na wegetariankę, w późniejszym życiu przeszła na weganizm. Laureatka nagrody Libby przyznawanej przez PETA. Zaangażowała się także w ochronę wielorybów, wspiera organizację Sea Shepherd, ponadto gościnnie wystąpiła w utworze niemieckiej grupy Caliban pt. "The Ocean's Heart", podejmującym sprawę nielegalnego połowu tych zwierząt. Żyje zgodnie z zasadami straight edge.
Kilkukrotnie została wyróżniona tytułem The Hottest Chicks in Metal przez amerykański magazyn muzyczny Revolver. White-Gluz posługuje się płynnie językiem angielskim oraz francuskim.

## Dyskografia
Single
| Tytuł                                                          | Rok  | Album           |
| -------------------------------------------------------------- | ---- | --------------- |
| Tarja Turunen – "Demons in You" (gościnnie: Alissa White-Gluz) | 2016 | The Shadow Self |

Albumy
| Album                                        | Rok  | Uwagi                                                                        | Źródło |
| -------------------------------------------- | ---- | ---------------------------------------------------------------------------- | ------ |
| The Agonist – Once Only Imagined             | 2007 | śpiew, członkini zespołu                                                     | [ 15 ] |
| Synastry – Blind Eyes Bleed                  | 2008 | gościnnie śpiew w utworze "In Your Eyes"                                     | [ 16 ] |
| Blackguard – Profugus Mortis                 | 2009 | gościnnie śpiew w utworze "The Sword"                                        | [ 17 ] |
| The Agonist – Lullabies for the Dormant Mind | 2009 | śpiew, członkini zespołu                                                     | [ 18 ] |
| Kamelot – Silverthorn                        | 2012 | gościnnie śpiew w utworach "Sacrimony (Angel of Afterlife)" i "Prodigal Son" | [ 19 ] |
| The Agonist – Prisoners                      | 2012 | śpiew, członkini zespołu                                                     | [ 20 ] |
| Nightwish – Showtime, Storytime              | 2013 | gościnnie śpiew                                                              | [ 21 ] |
| Delain – The Human Contradiction             | 2014 | gościnnie śpiew w utworze "The Tragedy of the Commons"                       | [ 22 ] |
| Arch Enemy – War Eternal                     | 2014 | śpiew, członkini zespołu                                                     | [ 23 ] |
| Metal Allegiance – Metal Allegiance          | 2015 | gościnnie śpiew w utworze "We Rock"                                          | [ 24 ] |
| Kamelot – Haven                              | 2015 | gościnnie śpiew w utworach "Liar Liar (Wasteland Monarchy)" i "Revolution"   | [ 25 ] |
| Tarja Turunen – The Shadow Self              | 2016 | gościnnie śpiew w utworze "Demons in You"                                    | [ 26 ] |
| Arch Enemy - Will to Power                   | 2017 | śpiew, członkini zespołu                                                     |        |
| Caliban – Gravity                            | 2018 | gościnnie śpiew w utworze "The Ocean's Heart"                                | [ 27 ] |

## Teledyski
| Tytuł                                                                                  | Rok  | Reżyseria          | Album                   | Źródło |
| -------------------------------------------------------------------------------------- | ---- | ------------------ | ----------------------- | ------ |
| Kamelot - "Sacrimony (Angel Of Afterlife)" (gościnnie: Elize Ryd, Alissa White-Gluz)   | 2012 | Ivan Colic         | Silverthorn             | [ 28 ] |
| Kamelot - "Liar Liar" (gościnnie: Alissa White-Gluz)                                   | 2015 | IvanCode-iCodeTeam | Haven                   | [ 29 ] |
| Metal Allegiance - "We Rock" (gościnnie: Alissa White-Gluz, Tim "Ripper" Owens i inni) | 2015 | —                  | Metal Allegiance        | [ 30 ] |
| Powerwolf - "Demons Are A Girl's Best Friend" (gościnnie: Alissa White-Gluz)           | 2021 | —                  | Missa Cantorem bonus CD | [ 31 ] |

## Gry wideo
| Tytuł                               | Rok  | Rola          | Uwagi                             | Źródło |
| ----------------------------------- | ---- | ------------- | --------------------------------- | ------ |
| Karmaflow: The Rock Opera Videogame | 2014 | jako The Muse | rola dubbingowana, BaseCamp Games | [ 32 ] |

## Filmografia
| Tytuł                                                         | Rok  | Rola          | Uwagi                                      | Źródło |
| ------------------------------------------------------------- | ---- | ------------- | ------------------------------------------ | ------ |
| "Made"                                                        | 2012 | jako ona sama | reality show                               | [ 33 ] |
| "Soaring Highs and Brutal Lows: The Voices of Women in Metal" | 2015 | jako ona sama | film dokumentalny, reżyseria: Mark Harwood | [ 34 ] |